# Тимбарк (гміна)
Гміна Тимбарк (пол. Gmina Tymbark) — сільська гміна у південній Польщі. Належить до Лімановського повіту Малопольського воєводства.
Станом на 31 грудня 2011 у гміні проживало 6426 осіб.

## Площа
Згідно з даними за 2007 рік площа гміни становила 32.70 км², у тому числі:
- орні землі: 50.00%
- ліси: 42.00%

Таким чином, площа гміни становить 3.44% площі повіту.

## Населення
Станом на 31 грудня 2011:
| Опис     | Загалом | Загалом | Чоловіки | Чоловіки | Жінки | Жінки |
| -------- | ------- | ------- | -------- | -------- | ----- | ----- |
| одиниця  | осіб    | %       | осіб     | %        | осіб  | %     |
| все      | 6426    | 100     | 3175     | 49.41    | 3251  | 50.59 |
| міське   | 0       | 100     | 0        |          | 0     |       |
| сільське | 6426    | 100     | 3175     | 49.41    | 3251  | 50.59 |

## Сусідні гміни
Гміна Тимбарк межує з такими гмінами: Добра, Йодловник, Ліманова, Ліманова, Слопніце.